# Фельдцойґмайстер

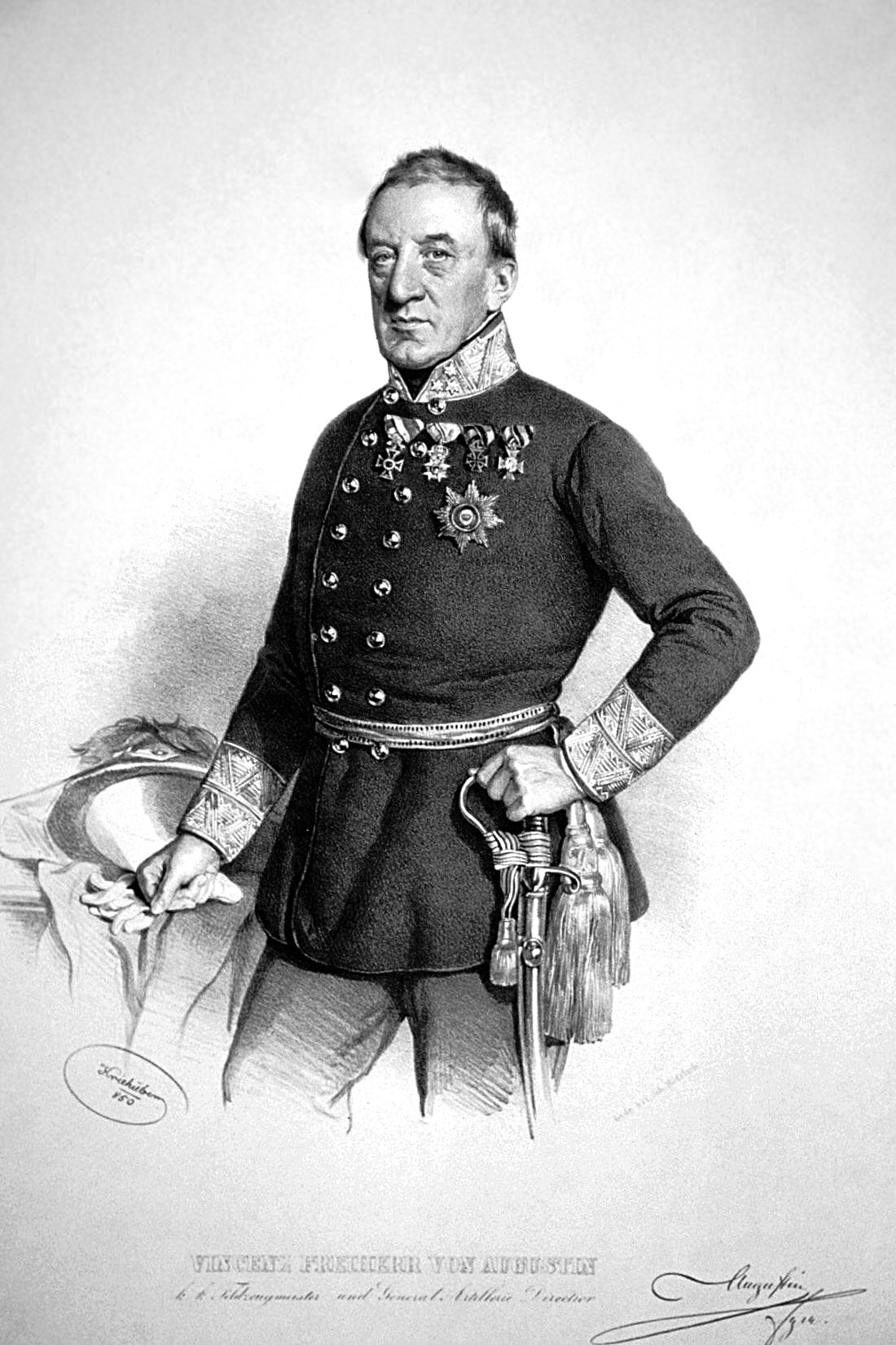
Вінценз фон Авґустин, тут у званні фельдцойґмайстера, 1850 рік

За часів армій ландскнехтів фельдцойґмайстер був головнокомандувачем артилерії. Після фельдгауптмана та фельдмаршала він був найвищим офіцером в армії.
Під терміном «цойґ» («штука», «річ», «діло») малася ну увазі гармата з усіма її знаряддями і причандалами, якою керували зброярі та їхні помічники згідно з добровільним договором з воєначальником. Усе обладнання перебувало під командуванням генерал-фельдцойґмайстера, відомого французам як ґранд-метр артилерії Франції. Ця назва була поширеною ще до появи справжніх гармат, починаючи з часів Філіпа VI (1328–1350), і стосувалась ранніх облогових машин — катапульт, таранів тощо.

## Німеччина

### Пруссія
Генерал-фельдцойґмайстер призначався у Пруссії з часів Фрідріха II. Він був командувачем усіх артилерійських військ і за рангом прирівнювався до фельдмаршала. Він носив знаки двох схрещених гармат на еполетах. У минулому звання генерал-фельдцойґмайстера часто присуджувалося принцам з королівської родини, оскільки, згідно з неписаним правилом, їх не призначали фельдмаршалами до 1870 року. З 1870 року ця відзнака присуджувалася офіцерам, які закінчили артилерійські школи та мали видатні заслуги в застосуванні цієї зброї. Останнім володарем цього титулу був принц Карл Прусський як «шеф артилерії».
У Пруссії в 1898 році замість (тимчасового) Департаменту озброєння було створено Фельдцойґмайстеріум (департамент польової артилерії) поза межами Військового міністерства, який очолював фельдцойґмайстер у званні командира дивізії. Під його керівництвом перебували всі стрілецькі заводи, артилерійські майстерні, ливарні гармат, порохові та боєприпасні заводи, а також конструкторські бюро та артилерійські склади; йому також підпорядковувалася інспекція поїздів.

#### Начальники Фельдцойґмайстеріуму
| Ранг                                | ім'я               | Дата                                       |
| ----------------------------------- | ------------------ | ------------------------------------------ |
| Генерал-майор/генерал-лейтенант     | Еміль Штерн        | 0 1 квітня 1898 року – 17 квітня 1901 року |
| Генерал-майор/генерал-лейтенант     | Адольф фон Феттер  | 18 квітня 1901 року – 14 вересня 1904 року |
| Генерал-лейтенант/генерал артилерії | Роберт Кене        | 15 вересня 1904 року – 4 квітня 1910 року  |
| Генерал-лейтенант/генерал артилерії | Отто фон Бюкінґ    | 0 5 квітня 1910 р. – 26 червня 1913 р.     |
| Генерал-майор/генерал-лейтенант     | Йоганнес Франке    | 27 червня 1913 року – 23 вересня 1916 року |
| Генерал-майор/генерал-лейтенант     | Карл Купетт        | 24 вересня 1916 року – 10 грудня 1918 року |
| Генерал-майор                       | Ріхард фон Берендт | 11 грудня 1918 року до 1919 року           |

### Баварія та Саксонія
У Баварії фельдцойґмайстер був генералом артилерії, еквівалентним генералу піхоти чи кавалерії. Посада (генерал-)фельдмаршала (фельдцойґмайстера) існувала в баварській армії ще до Тридцятилітньої війни. У 1906 році Баварія замінила інспектування технічних інститутів на Фельдцойґмайстеріум (управління генерал-фельдмаршала) з базою в Мюнхені та тими самими обов'язками, що й у прусській моделі. Ця посада фельдцойґмайстера була службовою, а призначена на посаду особа мала звання генерал-майора.
Саксонія також мала зброярню на чолі з оберцойґмайстером у званні генерал-майора, що базувалася в Дрездені. Останнім саксонським Фельдцойґмайстером був генерал-лейтенант Йоганнес Фельмер (1863–1939).

### Третій райх
Як фельдцойґмайстер армії:
- Франц Баркгаузен (1882–1956) від 1935 до 1938 року
- Теодор Ґайб (1885–1944) від 1937 до 1942 року

## Габсбурзька монархія

Ц-К фельдцойґмайстер

У Габсбурзькій монархії звання фельдцойґмайстер (FZM) було генеральським званням в артилерії, а до 1908 року — у піхоті. Це відповідало
- Генерал кавалерії (General der Kavallerie GdK)
- та нещодавно запровадженому званню генерала піхоти (General der Infanterie GdI) у 1908 році.

Правильним звертанням до них було «Ваша ексцеленціє».

### Австрійський (або австро-угорський) фельдцойґмайстер
→ Див. також: Знаки розрізнення
- Karl Ludwig zu Sulz (1560–1616)

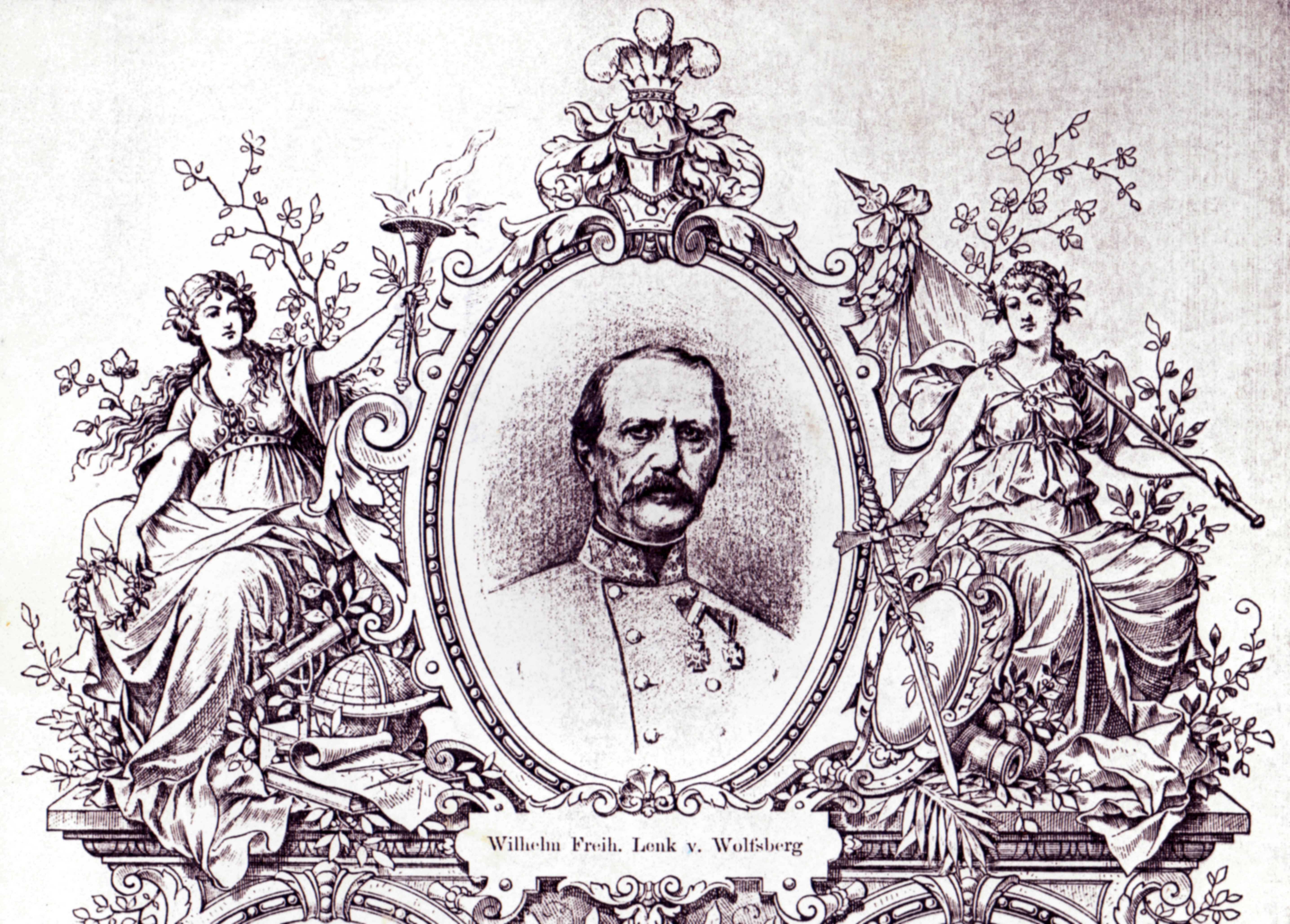
Вільгельм Ленк фон Вольфсберґ

- Johann Wilhelm von Hunolstein (1599–1664)
- Wolfgang Friedrich Cob von Nüdingen (1610–1679)
- Anne-François de Bassompierre (1612–1646)
- Julius Heinrich von Friesen (1657–1706)
- Johann Ernst von Bibra (1662–1705)
- Gottfried Ernst von Wuttgenau (1674–1736)
- Ferdinand Philipp von Harsch (1704–1792)
- Franz Guasco (1711–1763)
- Joseph Jacob Murray de Melgum (1718–1802)
- Karl Reinhard von Ellrichshausen (1720–1779)
- Johann Wenzel von Bärnkopp (1723–1794)
- Anton von Thurn-Valsassina (1723–1806)
- Sigmund von Gemmingen (1724–1806)
- Jean-Pierre de Beaulieu (1725–1819)
- Wilhelm von Klebeck (1729–1811)
- Johann von Soro (1730–1809)
- Ludwig von Terzi (1730–1800)
- Karl Eugen zu Erbach-Schönberg (1732–1816)
- Friedrich Wilhelm zu Hohenlohe-Kirchberg (1732–1796)
- Joseph Nikolaus de Vins (1732–1798)
- Otto Philipp von Hohenfeld (1733–1799)
- Joseph Anton Franz von Mittrowsky (1733–1808)
- Wilhelm Ludwig Gustav von Wartensleben (1734–1798)
- Paul Kray von Krajowa (1735–1804)
- Maximilian Baillet von Latour (1737–1806)
- Paul von Davidovich (1737–1814)
- Joseph Staader von Adelsheim (1738–1808)
- Franz Joseph Kinsky (1739–1805)
- Anton Sztáray von Nagy-Mihaly (1740–1808)
- Wilhelm von Kerpen (1741–1823)
- Johann Georg von Browne (1742–1794)
- Franz Wenzel von Kaunitz-Rietberg (1742–1825)
- Граф Olivier Remigius von Wallis (1742–1799)
- Eugène Guillaume Alexis von Mercy-Argenteau (1743–1819)
- Franz von Lauer (1746–1817)
- Karl Friedrich von Lindenau (1746–1817)
- Joseph Anton von Simbschen (1746–1820)
- Heinrich XIII Fürst Reuß zu Greiz (1747–1817)
- Anton von Zach (1747–1826) als Ruhestands-Titel ab März 1825
- Thiery de Vaux (1748–1820)
- Ludwig von Vogelsang (1748–1822)
- Vincenz Maria von Kolowrat-Liebsteinsky (1750–1824)
- Thomas Freiherr von Brady of Longthee (1752–1827)
- Маркіз Franz Xaver Joseph de Lusignan (1753–1832)
- Johann von Hiller (1754–1819)
- Peter Duka von Kádár (1756–1822)
- Franz Xaver von Saint-Julien (1756–1836)
- Andreas Mariássy (1759–1846)
- Johann Gabriel von Chasteler (1763–1825)
- Ignácz Gyulay von Maros-Németh und Nádaska (1763–1831)
- Nikolaus II. Esterházy de Galantha (1765–1833)
- Князь Ludwig Aloys von Hohenlohe (1765–1829)
- Hermann Peter von Künigl (1765–1853)
- Anton Mayer von Heldensfeld (1765–1842)
- Wenzel Vetter von Lilienberg (1767–1840)
- Joseph von Lauer (1769–1848)
- Wilhelm Georg Friedrich von Oranien-Nassau (1774–1799)
- Augustin Bertoletti (1775–1846)
- Hieronymus von Colloredo-Mansfeld (1775–1822)
- Alois von Mazzuchelli (1776–1868)
- Karl Gustav Wilhelm zu Hohenlohe-Langenburg (1777–1866)
- Georg von Rukavina (1777–1849)
- Johann August von Turszky (1778–1856)
- Franz Dahlen von Orlaburg (1779–1859)
- Anton Viktor von Österreich (1779–1835)
- Vincenz von Augustin (1780–1859)
- Theodor Baillet de Latour (1780–1848)
- Alois von und zu Liechtenstein (1780–1833)
- Maximilian Joseph von Österreich-Este (1782–1863)
- Ludwig von Welden (1782–1853)
- Rainer von Österreich (1783–1853)
- Ludwig von Österreich (1784–1864)
- Franz von Khevenhüller-Metsch (1783–1867)
- Bernhard Caboga-Cerva (1785–1855)
- Karl von Culoz (1785–1862)
- Julius von Haynau (1786–1853)
- Wilhelm von Lebzeltern (1787–1869)
- Karl Ritter von Schönhals (1788–1857)
- Konstantin d’Aspre (1789–1850)
- Paul von Airoldi (1793–1882)
- Johann Baptist Coronini-Cronberg (1794–1880)
- Anton Csorich von Monte Creto (1795–1864)
- Anton Prokesch von Osten (1795–1876)
- Friedrich von Teuchert (1797–1872)
- Joseph Jelačić von Bužim (1801–1859)
- Friedrich Kellner von Köllenstein (1802–1881)
- Ludwig von Benedek (1804–1881)
- Ludwig von Sztankovics (1805–1868)
- Rudolf von Rossbacher (1806–1886)
- Joseph von Schmerling (1806–1884)
- Ernst von Hartung (1808–1879)
- Sigmund von Reischach (1809–1878)
- Wilhelm Lenk von Wolfsberg (1809–1894)
- Joseph von Sokcsevits (1811–1896)
- Friedrich von Bianchi (1812–1865)
- Joseph von Maroicic di Madonna del Monte (1812–1882)
- Gabriel von Rodich (1812–1890)
- Vincenz von Abele (1813–1889)
- Franz Folliot de Crenneville (1815–1888)
- Wilhelm Ramming von Riedkirchen (1815–1876)
- Joseph Philippovich von Philippsberg (1818–1889)
- Vinzenz Pürcker von Pürkhain (1820–1901)
- Josef von Ringelsheim (1820–1893)
- Friedrich von Mondel (1821–1886)
- Heinrich Karl Giesl von Gieslingen (1821–1905)
- Georg von Kees (1822–1906)
- Adolf von Catty (1823–1897)
- Wilhelm von Österreich (1827–1894)
- Hermann Dahlen von Orlaburg (1828–1887)
- Wilhelm von Reinländer (1829–1910)
- Friedrich von Beck-Rzikowsky (1830–1920)
- Leonidas von Popp (1831–1908)
- Johann Baptist von Waldstätten (1833–1914)
- Ferdinand von Cronenbold (1837–1904)
- Georg von Waldstätten (1837–1918)
- Ferdinand Fiedler (1842–1910)
- Eugen von Albori (1838–1915)
- Ludwig Schwitzer von Bayersheim (1839–1919)
- Maximilian von Catinelli (1840–1907)
- Hubert von Czibulka (1842–1914)
- Karl Cerri (1845–1918)
- Eduard von Beschi (1848–1916)
- Rudolf von Chavanne (1850–1936)
- Karl Fanta (1851–1937)
- Oskar Potiorek (1853–1933)
- Stephan von Ljubičić (1855–1935)
- Karl Kuk (1853–1935)
- Siegmund Ritter von Benigni in Müldenberg (1855–1922)
- Árpád Tamásy von Fogaras (1861–1939)

### Участь у бояхПершої світової війнив Галичині
В додатках до книги І. Карпинця «Воєнні операції на західноукраїнських землях в першому році війни» згадується фельдцойґмайстер Пауль Пугалло фон Брльоґ, командир 5-го корпусу 1-ї армії, що стаціонував у Братіславі.

## Окремі посилання
1. ↑  Brockhaus, 14. Auflage, S. 1894–1896.
2. ↑  Dermot Bradley (Hrsg.), Günter Wegner: Stellenbesetzung der Deutschen Heere 1815–1939. Band 1: Die Höheren Kommandostellen 1815–1939. Biblio Verlag, Osnabrück 1990, ISBN 3-7648-1780-1, S. 576.
3. ↑  K.b. Kriegsministerium: Militär-Handbuch des Königreiches Bayern nach dem Stande vom 17. März 1862. München, 1862, S. 4.
4. ↑  Heinz Schulz, Vom Zeughaus zur Feldzeugmeisterei: Dokumentation zur Geschichte der militärischen Produktion im Raum Dresden 1840–1920. Arbeitskreis Sächsische Militärgeschichte, 2007, S. 75.
5. ↑  Карпинець І. Галичина: Військова історія 1914–1921 років. – Львів, 2005. – С. 52-60
6. ↑  Ігор Мельник. Серпень 1914-го: битва за Галичину.//Збруч, 21 серпня 2014

## Вебпосилання
- Список генералів, що отримали це звання між 1859-1899 роками